# Gro Hagemann
Gro Hagemann, född 3 september 1945 i Oslo, är en norsk historiker.
Hagemann avlade magisterexamen 1973 och var därefter verksam vid olika arkiv, där hon främst dokumenterade arkivmaterial av kvinnohistoriskt intresse. Hon disputerade för doktorsgraden vid universitetet i Oslo 1989, var verksam som forskare vid Institutt for samfunnsforskning 1992–1996, professor II vid Senter for Kvinneforskning 1992–1995 och utnämndes till professor i historia vid universitetet i Oslo 1996.
Hagemann är en av grundläggarna av ämnet kvinnohistoria i Norge och har studerat lönearbete, hushållsarbete och konsumtion. Hon var den förste ledaren för Den norske historiske forening efter att denna 1990 sammanslagits med två andra historikerorganisationer och var åter dess ledare 2015–2016. Hon är medlem av Det Norske Videnskaps-Akademi och tilldelades Gina Krog-prisen 2009.
Hagemann deltog i bildandet av Kvinnefronten 1971 och medverkade året därpå till att återuppta demonstrationerna i Norge på Internationella kvinnodagen. Hon var också aktiv inom Arbeidernes kommunistparti (AKP-ml), men lämnade denna organisation 1984.